# Ruperto Sánchez
Ruperto Chiquinquirá Sánchez Casares (Valladolid, España, 20 de mayo de 1966) es un militar venezolano, de origen español, y teniente coronel de la Aviación Nacional de Venezuela. Durante su carrera, se desempeñó como jefe de seguridad del Ministerio de Defensa, comandante de la Policía Aérea en Maracay, estado Aragua, y recibió múltiples condecoraciones, incluyendo la Orden al Mérito Aeronáutico Teniente Carlos Meyer Baldó. En 2014 fue detenido, acusado de participar en la causa conocida como la Operación Jericó. Su juicio tuvo múltiples irregularidades y Sánchez fue clasificado por la organización no gubernamental Foro Penal como un preso político y exigió su liberación. Fue liberado en 2021, después de siete años de detención.

## Infancia y carrera
Sánchez nació en el Hospital Provincial de Valladolid y fue bautizado en la iglesia Santa María Magdalena en junio de 1966, donde se habían casado sus padres. Es hijo de Ali Sánchez, venezolano graduado en medicina en la Universidad de Salamanca, y de Aurora Casares, española proveniente de Entreambasaguas, Cantabria. Su abuelo trabajó como carpintero de la empresa ferroviaria Renfe. Ruperto creció en Valladolid antes de mudarse a Venezuela a los seis años, donde empezó su carrera militar en 1985 y continuó durante más de 25 años. Para 1992 se desempeñaba como jefe de seguridad Batallón Caracas, encargado de custodiar el Ministerio de Defensa y de controlar los ingresos. Sánchez defendió el ministerio durante el intento de golpe de Estado de ese año, y después de su fracaso cacheó a Hugo Chávez, le retiró las armas que portaba y lo esposó brevemente antes de que altos mandos le indicaran que le quitara los grilletes.
En las Fuerzas Armadas, alcanzó el rango de teniente coronel, recibió múltiples condecoraciones militares (incluyendo la Orden al Mérito Aeronáutico Teniente Carlos Meyer Baldó, que recompensa los servicios distinguidos en la Aviación Nacional), y se desempeñó como comandante de la Policía Aérea en Maracay, estado Aragua.Durante el gobierno de Hugo Chávez, su esposa firmó en el referéndum revocatorio de 2004 en su contra, quien fue incluida en la Lista Tascón, desde donde el gobierno determina que estaba casada con Ruperto. Sánchez fue detenido y acusado del delito de rebelión en 2008. Se le concedió libertad con régimen de presentación, teniendo que presentarse a la corte parcial y estando sin cargo militar por cinco años.

## Detención
Fue detenido el 15 de mayo de 2014 por funcionarios de la Dirección General de Contrainteligencia Militar (DGCIM), acusado se estar involucrado en la causa conocida como la Operación Jericó. Sánchez fue recluido por tres meses en las instalaciones de la DGCIM y posteriormente en la cárcel militar de Ramo Verde, en Los Teques. Durante su juicio se produjeron múltiples irregularidades, incluso habiendo testigos que no lo conocían y que pensaban que era mujer. Su esposa ha denunciado que «Todos los testigos de la Fiscalía dijeron que no fueron instigados por Ruperto» y que «No hubo revuelta militar en 2014, no hubo ni instigación ni rebelión». En 2015 fue condenado a siete años y tres meses de prisión por los cargos de rebelión e intento de magnicidio y el tribunal decidió como lugar de reclusión la Cárcel de La Pica, en estado Monagas y a más de 600 kilómetros de donde residía su familia en Maracay, donde estuvo encarcelado por más de cinco años. Durante su encarcelamiento, Ruperto sufrió tortura blanca, encontrándose por varios días con luz encendida durante 24 horas y sin poder salir ni ver el sol. A Sánchez también se le negó atención médica en repetidas ocasiones, y en 2018 padeció de una neumonía por la cual casi fallece. En otra oportunidad, debió extraerse una muela con una pinza mecánica porque había empezado a supurar. Sánchez debió ser liberado en agosto de 2019 debido a redenciones judiciales (trabajo y estudio en prisión), pero los tribunales militares ignoraron las peticiones interpuestas por tanto la defensa legal como su familia y permaneció detenido. En julio de 2020 vuelve a ser trasladado a la cárcel de Ramo Verde. En una ocasión, fue enviado a una celda de castigo que compartió con más de veinte personas, donde había una sola letrina y donde estuvieron por 17 días. Fue liberado el 17 de junio de 2021.
El 25 de octubre de 2021, después de su liberación, regresó para España con su familia con la ayuda de la Fundación +34. Sánchez continuó siendo asistido por la fundación en el país, junto con Cáritas, la Cruz Roja y otras instituciones. Al contar con nacionalidad española, Sánchez no pudo acogerse a la figura de refugiado político.

## Vida personal
Sánchez tiene una hermana, está casado con Kerling de Sánchez y tiene dos hijos.